# Dějiny Sámů

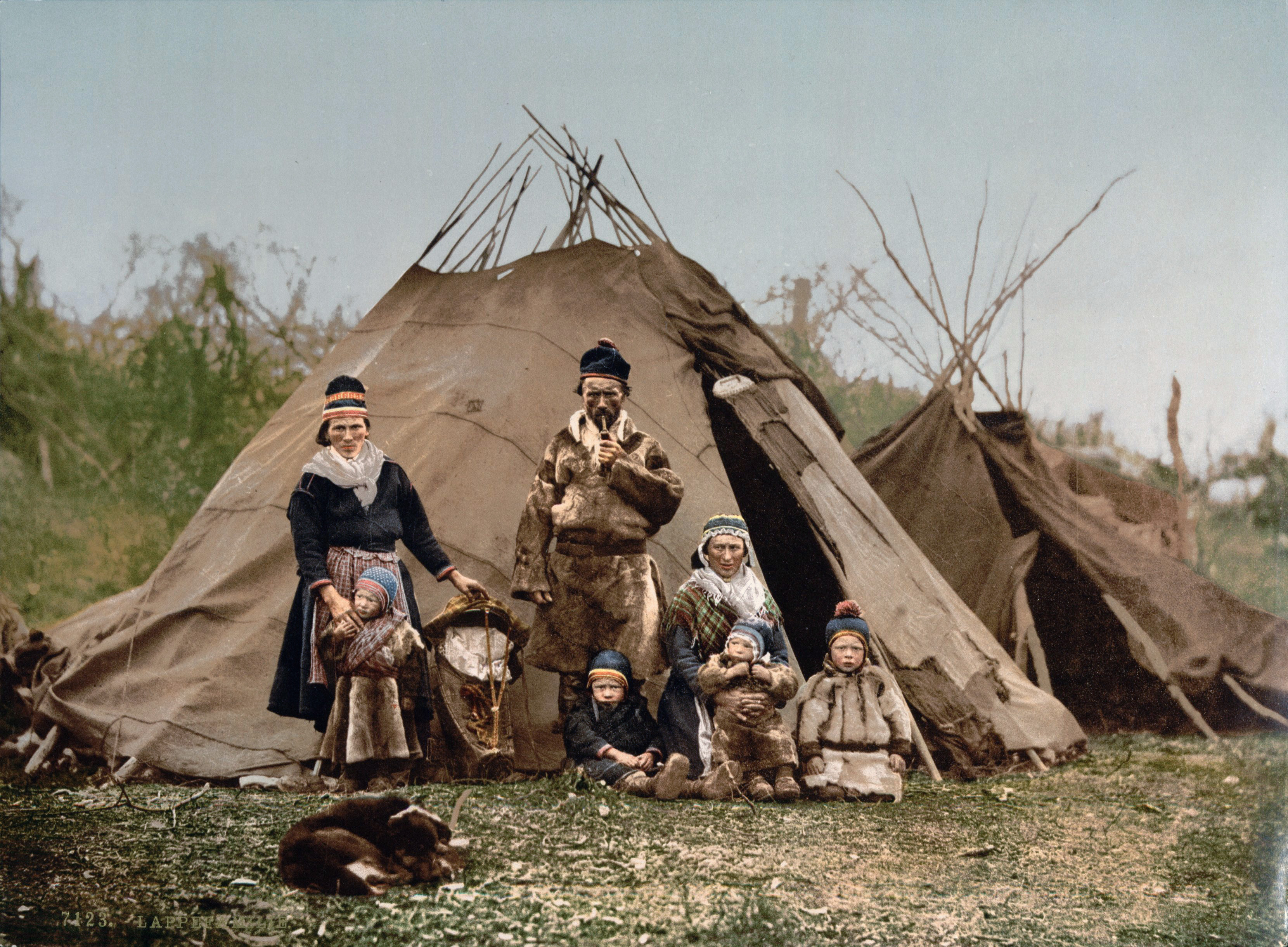
Sámská rodina v Norsku kolem roku 1900

Dějiny Sámů jsou dějiny Sámů, domorodých obyvatel severní Evropy obývající Laponsko, které dnes zahrnuje části severního Švédska, Norska, Finska a ruského poloostrova Kola. Tradiční sámský životní styl, kterému dominoval lov, rybolov a obchod, se zachoval až do pozdního středověku, kdy vznikly moderní formy severských zemí.
Sámové žili po celá staletí v tu více tu méně konfliktním soužití se svými sousedy. Za posledních dvě stě let, zejména v druhé polovině 20. století, došlo ale v sámské kultuře, politice, ekonomice a jejich vztazích se sousedními společnostmi k mnoha dramatickým změnám. Na konci 20. století v souvislosti s výstavbou vodní elektrárny vypukly moderní konflikty, jejíž reakce v posledních letech vyvolala obnovení a obranu sámské kultury. Z jedenácti různých historicky ověřených sámských jazyků (tradičně známých jako "dialekty"), jich dodnes devět přežilo, všechny ale s vysokým nebezpečím vymizení.
Je pravděpodobné, že existence Sámů byla dokumentována již v době antické, například Tacitem, a to pod jmény fenni či řecky finnoi (teprve od pozdního středověku jméno přešlo i na Finy). Zmínky o Sámech jsou doloženy i v raném severském středověku, v ságách, o Sámech se zmiňuje dosti podrobně i Ohthere z Hålogalandu,ve zprávě anglosaskému králi Alfrédu Velikému.

## Prehistorie

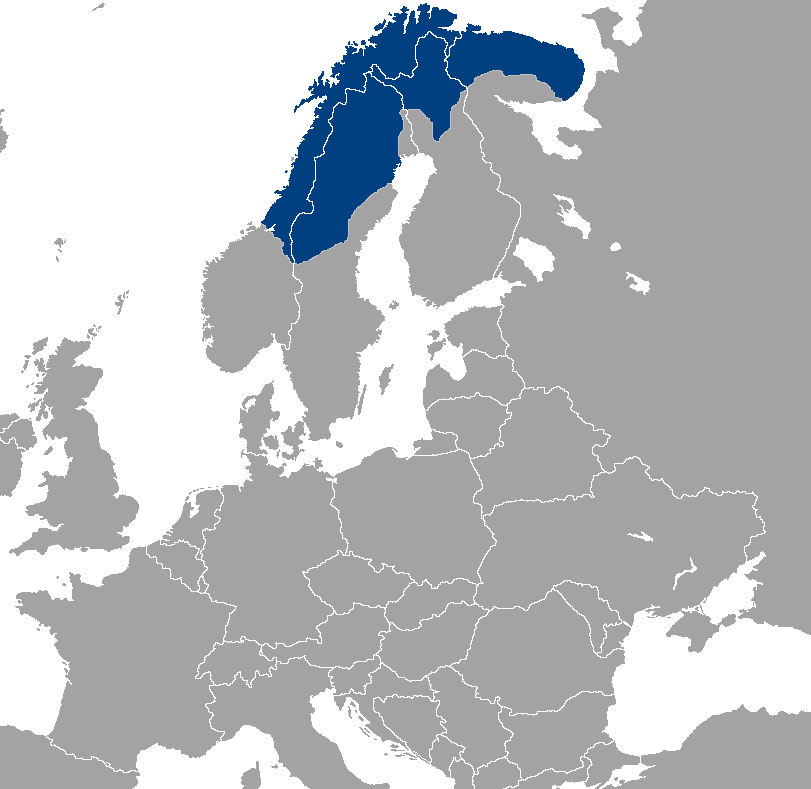
Oblasti tradičně obývané Sámy

Oblast Laponska, kterou Sámové tradičně obývají, je v severní sámštině známá jako Sápmi a zahrnuje severní část Fennoskandinávie. Sámové dříve pravděpodobně žili i v jižních částech Fennoskandinávie. Je možné se, že kultury doby kamenné doby v této oblasti byly spojené s předky Sámů.

### Doba ledová
Po poslední ledové době se části norského pobřežního pásma zhruba kolem roku 11 000 př. n. l. uvolnily od ledu, což se shoduje s vytvořením systému hřbetů Salpausselkä I. ve Finsku. Až do roku 7000 př. n. l. však celá Fennoskandinávie ještě nebyla bez ledu. Masa země byla stlačena dolů váhou ledu a byla ještě částečně pod vodou.

### Doba kamenná
Obecně zastávaný názor dnes spočívá v tom, že nejstarší osídlení norského pobřeží patří k jednomu kulturnímu kontinuu zahrnujícímu kulturu Fosna v jižním a středním Norsku a to, co se na severu nazývalo kultura Komsa. Kulturní celek odvozený z závěrečné paleolitické Ahrensburské kultury severozápadní Evropy se nejprve rozšířil do jižního Norska a pak velmi rychle po norském pobřeží, když na konci poslední doby ledové ustupoval ledovec, který otevřel nové oblasti pro osídlení. Rychlost této expanze je zdůrazněna skutečností, že některé z nejstarších radiokarbonových dat pocházejí ze severu.
Termín "Fosna" je zastřešujícím termínem pro nejstarší sídla podél norského pobřeží od Hordalandu po Nordland. Rozlišení od kultury kamenných nástrojů "Komsa" severně od arktického kruhu bylo v sedmdesátých letech 20. století zastaralé. Samotný pojem "Komsa" původně odkazoval na celý severní norský mezolit, ale termín byl od té doby norskými archeology opuštěn. Ti dnes rozdělují severní mezolit na tři části, označované jednoduše jako fáze 1, 2 a 3.  Nejstarší osady Fosna ve východním Norsku se nacházejí v Høgnipenu v Østfoldu.
Archeologické nálezy z finského Laponska vedly k některým přehodnocením původu nejstarších obyvatel Laponska. Nálezy z místa Sujala na břehu jezera Vetsijärvi ve vesnici Utsjoki ve finském kraji Laponsko, zahrnující symetricky tvarované bodce na čepelích se symetrickou ventrální (spodní) retuší na špičce. Body tohoto přesného typu jsou velmi charakteristické pro takzvané " post - swidérien" středního a severozápadního Ruska a východního Baltu – ale v Ahrensburských souvislostech chybí. Nálezy obsahují také velmi jemné hranolové listy, které byly vyrobeny vrtacími a tlakovými technikami, které byly v této době také typické pro východní čepelové techniky. Nálezy pocházejí z let 8 300 až 8 200 př. n. l. – o něco později než nejranější nálezy kultury Komsa fáze 1 – a naznačují, že první průkopníci ve vnitrozemí severního Laponska pocházeli z jihovýchodu. Existují náznaky, že obě populace přišly do kontaktu, ale která, pokud některá z nich přežila pozdější dobu, zůstává otevřenou otázkou. 

## Původ
Genetický původ Sámů je stále neznámý, ačkoli nedávný genetický výzkum může poskytnout nějaké stopy. Nicméně se zdá, že Sámové jsou stále především směsicí dvou populací známých jako Evropští lovci-sběrači a Starověcí severní Euroasijci. Podobná smíšená populace se nazývá východní lovci-sběrači na pevnině a byla nazývána skandinávskými lovci-sběrači, když byly sekvencovány první pozůstatky ve Skandinávii. Současná sámská populace také ukazuje určité spojení s Indoevropany prostřednictvím přísunu genů podobných, ale ne totožných, s ranými blízkovýchodními zemědělci, zvanými Kavkazští lovci-sběrači.
Archeologické důkazy naznačují, že lidé podél jižního břehu Oněžského jezera a kolem Ladožského jezera dosáhli řeky Utsjoki v severní části finského Laponska před rokem 8100 př. n. l. Tito lidé ovšem nemluvili sámsky. Podle srovnávacího lingvisty Ante Aikia se protosámština rozvinula v jižním Finsku nebo v Karélii před 2000-2500 lety a rozšířila se v severní Fennoskandinávii.

### Genetické studie
Podle studie mitochondriální DNA norských švédských a finských Sámů z roku 2004 je 90 % Sámů nositeli dvou haploskupin – U5b (48 %) a V (42 %). Na zbytek připadají skupiny H (3 %), D5 (3 %) a Z (1 %). Ruští Sámové mají, podle dalších výzkumů, velmi podobné rozdělení haploskupin.
Skupiny U5b a V jsou přítomny u populací západní Euroasie, nejčastější jsou ve východní Evropě. Nikde však nejsou tak časté jako u Sámů. Zřejmě pocházejí od prvních obyvatel severu Evropy, kteří osídlili Laponsko po ústupu ledovců počátkem holocénu. Tito lidé měli zřejmě více haploskupin, vlivem genetického driftu však většina z nich vymizela a dvě získaly dominanci. Z minoritních haploskupin je H typicky západoeuroasijská, přítomná u více než třetiny příslušníků všech evropských národů. Může být buď zbytkem genetické rozmanitosti předků Sámů, nebo novější příměsí od sousedních Norů a Švédů, u nichž je velmi častá. Varianta skupiny D5 nalezená u Sámů je přítomna od Altaje k Uralu, nejčastější je u národů severovýchodu Evropy. Konečně skupina Z je „sibiřská“. Přítomnost skupin D5 a Z je tedy patrně výsledkem kontaktů Sámů s jejich jihovýchodními sousedy, resp. sibiřskými migranty.

Podle studie haploskupin na chromozomu Y je téměř polovina Sámů nositeli haploskupiny N3. Druhá polovina Sámů má haploskupiny I (třetina), R1a (desetina), and R1b (dvacetina). Haploskupina N3 je typická pro baltské, ugrofinské a sibiřské národy, ale zřídkavá mezi Finy a Švédy (4–8 %). Haploskupina I se vyskytuje v Evropě, nikoliv však u asijských populací (chybí např. u ugrofinských Samojedů a Chantů), její častý výskyt u skandinávských národů vedl autory studie k názoru, že je dědictvím po prvních obyvatelách Skandinávie a Finska. Haploskupina R1a je relativně častá ve východní Evropě, Sibiři a Altaji, u Sámů se vyskytuje ve stejné míře jako u dalších národů Skandinávie a severovýchodní Evropy kromě Finů a finských Sámů, u nichž se vyskytuje významně méně, a Něnců u nichž prakticky chybí. Haploskupina R1b je v obdobně nízké frekvenci jako u Sámů nalézána u národů Povolží a Uralu.
Z analýzy mDNA plyne, že Sámové tvoří relativně samostatnou skupinu evropského původu vzdálenou ostatním Evropanům, avšak ještě vzdálenější asijským populacím; haploskupiny na chromozomu Y staví Sámy do blízkosti Finů, ugrofinských i turkických národů Povolží a Rusů. Podle studie je původ Sámů třeba hledat mezi prvních obyvateli severu Evropy, kteří osídlili sever Evropy po ústupu ledovců počátkem holocénu, jak se šířily technologie Ahrensburské a Swiderské kultury na sever a severovýchod Evropy.

## Do 15. století (našeho letopočtu)
Pravděpodobně první historická zmínka o Sámech, nazývaných Fenni, je ve spisu Publia Cornelia Tacita, Germania, kolem roku 98 n. l. Tacitus o nich píše:
| „                   | Fennové jeví úžasnou divokost a zpustlou chudobu; nemají ani koní ani příbytku; potravou jsou jim byliny, oděvem je kůže, za lože holá země; jediná útěcha v šípech, které zahrocují kostmi z nedostatku železa. A týž lov živí jak muže tak ženy; neboť všude považují a požadují svého dílu z kořisti. Ani děti nemají jiného úkrytu před zvěří a deštěm než boudu z haluzí stromových spletenou; sem vracejí se muži, tu jest útulek starců. Ale blaženější zdá se jim ten život než lopotiti své cizí jmění ve strachu i naději spravovati. Bezstarostni jsouce proti lidem, bezstarostni proti bohům, dosáhli věci nejtěžší, ani jedné tužby neznají. | “ |
| — Tacitus, Germania | |   |

Historicky Sámové po dlouhou dobu obývaly celé Finsko a východní Karélii, ačkoli východní Sámové se asimilovali s finským a karelianským obyvatelstvem poté, co osadníci z dnešních provincí Häme, Savo a Karélie migrovali do tohoto regionu. Místní jména např. Nuuksio na jižním pobřeží Finska zůstávají důkazem bývalého sámského osídlení. Sámové se však stále více mísili s finskými a skandinávskými osadníky, a tak ztráceli svou kulturu a jazyk. Důkazy místních názvů také naznačující bývalou přítomnost Sámů v severozápadním Rusku (Archangelská oblast a Vologdská oblast). To ale také může naznačovat bývalou populaci, která mluvila jazykem příbuzným, ale odlišným od samotného sámského jazyka.
Jak daleko na jih byla v minulosti rozšířena oblast sámských obyvatel na území dnešního Norska je nejisté a v současné době se diskutuje mezi historiky a archeology. Norský historik Yngvar Nielsen byl v roce 1889 pověřen norskou vládou, aby
tuto otázku vyřešil pro řešení tehdejších otázek týkajících se sámských práv na půdu. Dospěl k závěru, že Sámové nežili dále než dnešní obec Lierne v kraji Trøndelag až do roku 1500, kdy se začali stěhovat na jih a do 18. století se dostali do oblasti kolem jezera Femunden. Tato hypotéza je stále přijímána mezi mnoha historiky, ale je předmětem vědecké debaty v 21. století. Ve prospěch Nielsenova názoru je zdůrazněno, že žádné sámské osídlení na jih od Lierna ve středověku nezanechalo stopy v písemných pramenech. Tento argument je potlačován tím, že se poukazuje na to, že sámská kultura byla kočovná a neliterární, a proto by se neočekávalo, že zanechá písemné památky. V posledních letech se zvýšil počet archeologických nálezů, které jsou interpretovány tak, že ukazují na sámskou středověkou přítomnost v jižním Norsku. Patří mezi ně také nálezy v Lesja, ve Vangu v oblasti Valdres a v Holu a v Ålu v údolí Hallingdal. Zástupci sámských interpretací těchto nálezů předpokládají, že ve středověku žili v horských oblastech jižního Norska smíšené populace Norů a Sámů.
Až do roku 1500 byli Sámové převážně rybáři a lovci, obvykle v kombinaci, vedoucí kočovný životní styl, který byl určený pravidelnou migrací sobů. Přibližně kolem roku 1500, kvůli nadměrnému lovu, znovu vyvolanému skutečností, že Sámové museli platit daně Norsku, Švédsku a Rusku, počet sobů začal klesat. Většina Sámů se pak usadila podél fjordů na pobřeží a podél vnitrozemských vodních cest, aby se zaměřila na kombinaci chovu dobytka, lovu do pastí a rybaření. Malá menšina Sámů pak začala soby ochočovat a stávala se tak známými sobími nomády, kteří, ačkoliv jsou často líčeni cizinci jako pokračovatelé archetypálního sámského životní stylu, představují pouze asi 10 % sámské populace.
Předpokládá se, že od doby Vikingů byla sámská kultura zaháněna více a více na sever, možná nejčastěji asimilací, neboť žádné nálezy zatím nepodporují existenci bitev. Existuje však nějaký folklór nazvaný stalo a také příběhy o neobchodních vztazích s krutým válečným lidem, který Læstadius interpretoval jako historii vikingské vzájemné komunikace. Kromě těchto úvah existovaly i zahraniční obchodní vztahy. Kůže a kožešiny byly nejběžnějšími komoditami a vyměňovali se za sůl, kovové čepele a různé druhy mincí. (Ty se používaly jako ozdoby.) Důsledkem těchto kontaktů bylo, že sámská společnost prošla kulturním skokem ze společnosti doby kamenné; dokonce si vytvořila vlastní měnový systém zvaný tjoervie.
Podél severního norského pobřeží se sámská kultura v železné době dostala pod tlak rozšířením norských osad a daněmi od mocných norských náčelníků. Povaha norsko-sámského vztahu podél severního norského pobřeží v době železné je stále hojně diskutována, je ale možné že Sámové byli docela šťastní, když se spojili s norskými náčelníky, protože jim mohli poskytnout ochranu proti ugrofinským nepřátelům oblasti kolem Bílého moře.
V raném středověku se to však částečně obrátilo, protože síla náčelníků byla narušena centralizovaným norským státem. Další vlna norského osídlení podél pobřeží v provincii Finnmark ve 14. století byla vyvolána obchodem s rybami. Nicméně tyto vysoce specializované rybářské komunity měly jen malý dopad na životní styl Sámů a v pozdním středověku obě společenství mohly existovat vedle sebe s malými kontakty s výjimkou příležitostného obchodování.

## Sámské umění

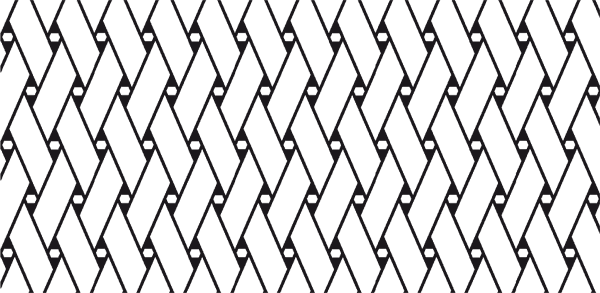
Jihosámský vzor splétaného řemesla.

Tradičně se sámské umění vyznačuje kombinací funkční vhodnosti a živé, dekorativní krásy. Obě vlastnosti vyrostly z hlubokého respektu k přírodě, zakořeněném v sámském animismu. Jejich náboženství našlo v šamanismu svůj nejkompletnější výraz, zjevný v uctívání seite, neobvykle tvarovaného kamene nebo pahýlu stromu, který byl považován za domov božstva. Obrazové a sochařské umění v západním smyslu je v sámské kultuře inovace 20. století, která slouží k zachování a rozvíjení klíčových aspektů panteistické kultury, která závisí na rytmech ročních období.

## Ekonomický posun
Od 15. století se Sámové dostali pod zvýšený tlak. Okolní státy, Dánsko-Norsko, Švédsko-Finsko a Rusko projevily zvýšený zájem o sámské oblasti. Švédsko, tehdy blokované od Severního moře územím Dánsko-Norska, se zajímalo o přístav na atlantickém pobřeží a ruská expanze také dosáhla pobřeží Barentsova moře. Všichni si nárokovali právo danit sámské obyvatelstvo a finsky hovořící výběrčí daní ze severního pobřeží Botnického zálivu dosáhli severního pobřeží, jejich ruští kolegové vybírali daně tak daleko na západ, jako je oblast Harstad v Norsku, a naopak norští výběrčí shromažďovali bohatství z vnitrozemí poloostrova Kola.
Z tohoto důvodu se intenzita lovu zvýšila a počet divokých sobů klesl. Sámové byli přinuceni věnovat se jiným činnostem. Započal, v omezené míře, extenzivní chov sobů. Původní intenzivní chov - chov menších sobích stád - byl nahrazen chovem velkých stád na větších oblastech, přičemž původně domestikovaní sobi ztratili mnoho ze své krotkosti, takže je již například nebylo možné dojit. Z divokých sobů zůstalo dodneška jen nemnoho stád v národních parcích.
Většina Sámů se usadila podél vnitrozemských řek, fjordů nebo podél pobřeží. Začali si rozšiřovat stravu a příjmy rybolovem, ať už na moři nebo ve sladkých vodách, lovit jinou zvěř a chovat krávy, ovce a kozy.
Soby a další zvířata hrají v sámské kultuře ústřední roli, ačkoli pro Sámy má dnes chov sobů slábnoucí ekonomický význam. V současné době neexistuje jasný důkaz, kdy chov sobů začal, snad kolem roku 500 n. l.

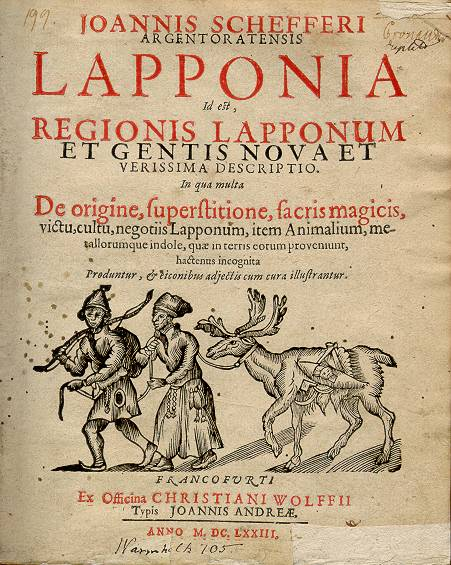
Titulní strana Lapponie

Lapponia (1673), napsaná profesorem rétoriky a historie Johannem Schefferem, je nejstarším zdrojem detailních informací o sámské kultuře. Byla napsána kvůli napravení obrazu Švédska z doby válečné propagandy, která tvrdila, že Švédsko získalo vítězství na bojištích pomocí "sámské magie". Při pokusu napravit obraz sámské kultury mezi Evropany inicioval Magnus de la Gardie raný "etnologický" výzkumný projekt, který dokumentoval sámské skupiny, který provedl Schefferus. (Schefferus kompiloval misijní zprávy a hlášení z farností, sám se „terénního výzkumu“ neúčastnil.) Kniha byla vydána koncem roku 1673 a rychle přeložena do francouzštiny, němčiny, angličtiny a do dalších jazyků (ačkoli až do roku 1956 nikoliv do švédštiny). V Nizozemsku a v Německu rychle vyšla upravená a zkrácená verze, kde byly kapitoly o obtížných životních podmínkách Sámů, o topografii a životním prostředí vypuštěny a zdůrazněny právě příběhy o magii, čarodějnictví, bubnech a pohanství. Existovala také kritika proti etnografii, která tvrdila, že Sámové mají spíše válečný charakter, na rozdíl od toho, jak je vykreslil Schefferus.[zdroj?]

## Švédské posuny do Laponska
Od 15. století byli Sámové tradičně poddanými Švédska, Norska, Ruska a na nějakou dobu i Dánska. V 16. století oficiálně prohlásil švédský král Gustav I. Vasa, že všichni Sámové by měli být pod švédským královstvím. Nicméně oblast byla rozdělena mezi země (tedy pouze mezi Švédsko a Norsko – v té době byly ugrofinské kmeny regionu, kde je nyní Finsko, také poddanými Švédska) a hranice byla zřízena jako linie rozvodí ve Fennoskandinávii. Po tomto "sjednocení" byla zrušená birka, sdružení výhradních výběrčí daní a obchodníků se Sámy; zejména po korunovaci nového krále Karla IX., který se tituloval jako "král ... Laponců, Norlanďanů a Kvenů" 1607. Joik, bubnování a oběti měly být opuštěny a byly vnímány jako "magické" nebo "čarodějnické", což bylo pravděpodobně zaměřeno na odstranění opozice vůči koruně. Tvrdá výchova Sámů vedla k velké ztrátě sámské kultury.
V roce 1751 byla uzavřena hraniční dohoda mezi Švédskem a Norskem zvaná Lappkodicillen nebo "Sámská Magna Carta". Pro Sámy má stejný význam i dnes (nebo přinejmenším do roku 2005), ale je pouze smlouvou mezi Švédskem a Norskem a nezahrnuje Finsko a Rusko. Upravuje, jak jsou sdíleny sámské pozemky mezi hranicemi Švédska a Norska.
Po 17. století mnoho sámských rodin ztratilo právo užívat švédskou půdu, protože byli chudí a nemohli si dovolit platit nájem jako ostatní poddaní. Stát také převzal sámskou oblast s přísnější kontrolou se specifickými nařízeními zvané Lappark, které prosazovali nesámské osídlení v této oblasti. To podpořilo opozici mezi sámskými skupinami, které chtěly zpět své lovecké, rybářské a pastevecké oblasti. Namísto toho se jiné skupiny často navzájem převzaly, aby zemi ještě více využili. V této době byla také ve Švédsku založena historická provincie Laponsko.

## Ruský zájem
V 16. století v rámci obecného období expanze ruské říše, byli misionáři posíláni do vzdálených míst říše a několik ruských ortodoxních kaplí bylo postaveno také na poloostrově Kola. Nejzápadnějším místem byla kaple sv. Jiří ve vesnici Neidenu/Njavdam nedaleko Kirkenesu v norsko-ruském pohraničí.

## Dánsko-norská politika na severu
Na norské straně byly Sámové kolem roku 1720 silou obráceny na luteránskou víru. Thomas von Westen byl vůdcem těchto misionářských snah a jeho metody zahrnovaly i pálení šamanských bubnů. Nicméně ekonomicky na tom Sámové nebyli, ve srovnání s norským obyvatelstvem, tak špatně. Mohli si svobodně obchodovat s kým chtěli a chovali obchodními vazbami s Nory i s Rusy. Nicméně drolící se ekonomika norských komunit podél vnějšího pobřeží vedla ke zvýšenému tlaku na půdu a ke konfliktům mezi oběma komunitami.

## 19. století: Zvýšený tlak

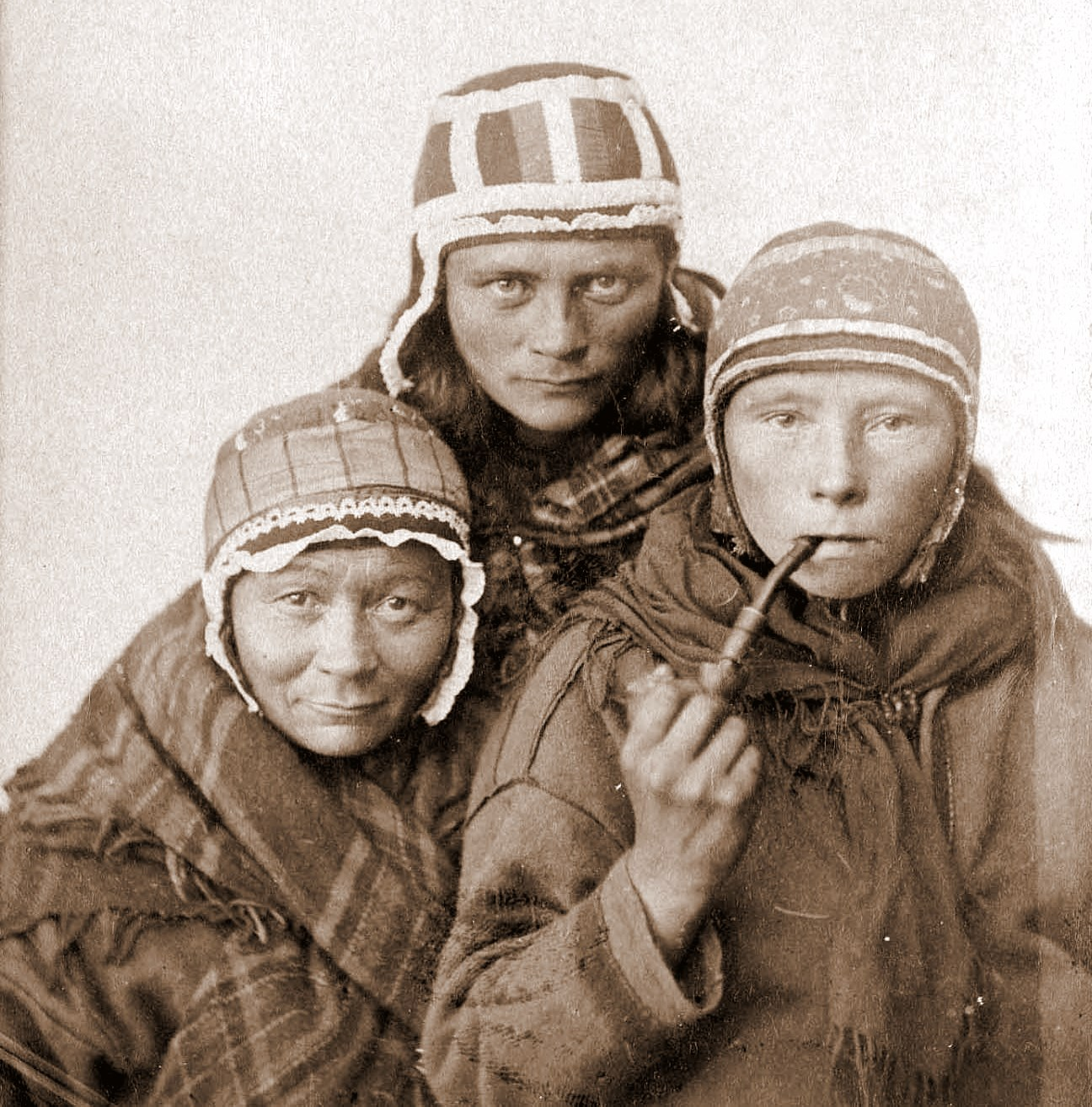
Tři sámské ženy kolem roku 1890

19. století vedlo ke zvýšenému zájmu o daleký sever.

### Nové hranice ve staré zemi
V roce 1809 bylo Finsko, po staletí patřící Švédsku, dobyto Ruskem a vytvořilo novou hranici přímo přes sámskou oblast. V roce 1826 norsko-ruská hraniční smlouva nakonec nakreslila hranici mezi Norskem a Finsko-Ruskem, kde rozsáhlé plochy země byly předtím víceméně řízeny velmi lehkou společnou kontrolou z Ruska, Švédska a Dánsko-Norska. To znamenalo, že pastevci sobů, kteří dosud zůstávali ve Finsku v zimě a na norském pobřeží v létě, nemohli již překračovat hranice. Norsko-švédskou hranici však soběstační pastevci ještě mohli překračovat až do roku 1940.
Sámové svobodně přecházeli hranice až do roku 1826, kdy byla uzavřena norsko-finskoruská hranice. Sámové stále mohli volně překračovat hranici mezi Švédskem a Norskem podle zděděných práv stanovených v Lapp Codicil z roku 1751 až do roku 1940, kdy byla hranice kvůli německé okupaci Norska uzavřena. Po druhé světové válce jim nebylo dovoleno se vrátit. Jejich letní pastviny dnes užívají Sámové pocházející z norského Kautokeina.
Po dlouhou dobu sámský životní styl vládl na severu kvůli své jedinečné adaptaci na prostředí Arktidy, což umožnilo sámské kultuře odolat kulturním vlivům z jihu. Ve skutečnosti v průběhu 18. století, když Norové severního Norska trpěli nízkými cenami ryb a následným vylidňováním, byl sámský kulturní prvek posílen, protože Sámové byli nezávislí na dodávkách z jižního Norska.

### Ekonomická marginalizace
Ve všech zemích bylo 19. století obdobím hospodářského růstu. V Norsku byly založena města a zvýšil se vývoz ryb. Životní styl Sámů se stal stále více zastaralým a Sámové byli marginalizováni a vynechány z všeobecného růstu.

### Křesťanství a laestadiánské hnutí
Ve čtyřicátých letech 19. st. kázal švédsko-sámský kněz Lars Levi Laestadius zvláště přísnou verzi luteránského učení. To vedlo k náboženskému probuzení mezi Sámy podél všech hranic, často s velkým nepřátelstvím vůči autoritám a zavedené církvi. V roce 1852 to vedlo k nepokojům v norské obci Kautokeino, kde byl kněz ošklivě zbit a místní obchodník byl zabit fanatiky "křižáků". Vůdci nepokojů byli později popraveni nebo odsouzeni k dlouholetému vězení. Po tomto úvodním násilném výbuchu pokračovalo laestadiánské hnutí ve Švédsku, Norsku a ve Finsku. Vůdci však nyní trvali na vstřícnějším vztahu s úřady.

### Kulturní tlak
V Norsku bylo zpočátku podporováno používání sámštiny ve výuce a při kázání. Nicméně s nárůstem nacionalismu v Norsku od šedesátých let 19. století norské orgány změnily své politiky ve směru nacionalismu. Od kolem roku 1900 se toto zintenzívnilo a sámština nemohla být používána ve veřejných školách nebo v oficiálním kostelích.

## 20. století
Ve 20. století norské úřady vytvářely tlak na sámskou kulturu ve snaze, aby norský jazyk a kulturu učinily univerzální. Výrazný ekonomický rozvoj probíhal také na severu, což dalo norské kultuře a jazyku status. Na švédské a finské straně byly úřady ve svém úsilí mnohem méně militantní; silný ekonomický vývoj na severu však vedl k oslabení sámského statutu a ekonomiky.
Nejsilnější tlak se uskutečnil mezi lety 1900 až 1940, kdy Norsko investovalo značné peníze a úsilí, aby zničilo sámskou kulturu. Zejména každý, kdo chtěl koupit nebo pronajmout státní pozemky pro zemědělství v kraji Finnmark, musel prokázat znalost norského jazyka. Toto také nakonec způsobilo dislokaci ve 20. letech minulého století, což zvýšilo propast mezi místními sámskými skupinami; něco, co je ještě dnes přítomno, a někdy nese i charakter vnitřního etnického sámského konfliktu. Dalším faktorem byla těžká válečná zkáza v severním Finsku a severním Norsku v letech 1944-45, zničení všech existujících domů a viditelných stop sámské kultury. Po druhé světové válce se tlak trochu uvolnil.

### Předválečné zastánci tvrdé linie v Norsku
20. století začalo na norské straně hranic s ještě vyšším tlakem. Ve jménu pokroku byl propagován norský jazyk a kultura a sámský jazyk a kultura byly zavrženy jako zaostalé, bez kultury, naprosto směšné a dokonce byly i označeny za produkt méněcenné rasy. Země, která předtím nepatřila nikomu a byla používána podle starodávných zásad, byla nyní považována za státní majetek. Osídlenci museli prokázat, že dobře hovoří norsky, než mohli požádat o novou půdu pro zemědělství.

### Švédsko
Ve Švédsku byla politika zpočátku výrazně méně militantní. Učitelé sami následovali sámské pastevce, aby poskytovali vzdělání pro jejich děti, ale sámské oblasti byly stále více využívány jako nové doly v Kiruně a Gällivare a pro výstavbu železnice Luleå-Kiruna-Narvik.
Později se založením Švédského institutu pro biologickou rasu byly sámské hroby plundrovány, aby poskytly výzkumný materiál. 

### Rusko
V Rusku byly starodávné způsoby života Sámů brutálně přerušeny kolektivizací chovu sobů a zemědělstvím obecně. Většina Sámů byla organizována v jediném kolchozu, který se nachází v centrální části poloostrova Kola, v Lovozeru (sámsky: Lojavri). Sovětský stát vynaložil obrovské úsilí na rozvoj tohoto strategicky významného regionu a Sámové byli svědky toho, že jejich území byla zabrána etnickými Rusy a dalšími sovětskými národnostmi, včetně Něnců a dalších obyvatel Arktidy.

### Zkáza za druhé světové války
Druhá světová válka se odehrával přímo uprostřed sámské oblasti a východní Sámové v severovýchodním Finsku a Rusku se ocitli na opačných stranách bojiště. Stažení německého Wehrmachtu ze severního Finska a dalekého severu Norska znamenalo zničení všech domů, silnic a infrastruktury. To znamenalo nucenou evakuaci, zničení, ekonomickou překážku a ztrátu veškeré viditelné historie. Provincie Finnmark, severovýchodní obce provincie Troms a všechny oblasti severního Finska se staly pouze kouřícími ruinami.

## Obnova
Obnova severních oblastí byla výrazným programem modernizace. Ve Finnmarku byly postaveny moderní domy a jako cesta k pokroku a modernosti byl propagován norský způsob života. Sámská kultura byla považována za starou, směšnou a nejlépe za takovou, které se má opustit.

## Obnovený zájem
Zprávy v sámštině v norském národním rádiu se začaly vysílat v roce 1946. Přibližně ve stejnou dobu probíhaly experimenty s dvojjazyčným učením abecedy v první a druhé třídě, které ulehčily proces učení. Nicméně přítomnost menšiny Sámů v Norsku byla z velké části ignorována. Vzdělávání, komunikace, industrializace přispěly k integraci sámské komunity do norské společnosti v okamžiku ztráty identity.
Konflikty mezi Sámy a severskými vládami pokračovaly do poloviny 20. století. Navrhovaná výstavba hydroelektrárny v šedesátých a sedmdesátých letech obsahovala kontroverzní návrhy, jako je ponechání vesnice (Máze) a hřbitova pod vodou.
Jen malá část populace se dnes věnuje chovu sobů. Další menší skupiny pracují jako rybáři, vytváří sámské umění a pracují v turistickém ruchu. Vedle hlasování v tzv. Sámském parlamentu nebo vlivu v jakémkoli sámském jazyce jsou zbytek populace obyčejní občané, kteří se drží skandinávské kultury. Ve Švédsku větší části historického území Norrland (a nejen sámské vesnice) zažívají významnou emigraci do větších měst.
S vytvořením Finské republiky v první polovině 20. století se Sámové obývající tuto oblast již nebyli pod ruskou říší, ale místo toho se stali občany nově vytvořeného Finska. Finský sámský parlament byl ustanoven v roce 1973. Jeden nedávný problém týkající se práv Sámů ve Finsku spočívá v zakládání tradiční sámské půdy ve státních finských společností.
Od roku 1992 mají Sami svůj vlastní národní den, a to 6. února.
V letech 1898 a 1907/08 někteří Sámové na základě požadavků americké vlády emigrovali na Aljašku a na Newfoundland. Jejich posláním bylo naučit původní americké obyvatelstvo chovu sobů. (Zdroj: Nordisk rodinjebok)

## Sámská asimilace

Mapa zobrazuje oblast skandinávského osídlení v
osmém století
devátém století
desátém století
jedenáctém století
označuje oblasti vystavené častým vikingským útokům, ale s malým nebo žádným skandinávským osídlením

Kainuuskou sámštinou se mluvilo v Kainuu, zanikla ale kolem roku 1700. Kainuuští Sámové patřili k východní sámské skupině. Vymřela, když se Kainuuští Sámové asimilovali a byla nahrazena finštinou.
Původní obyvatelé Kainuu byli sámští lovci-rybáři. V 17. století generální guvernér Finska Per Brahe podpořil populační růst Kainuu tím, že dal osadníkům desetileté osvobození od daní. Bylo nutné, aby Kainuu bylo osídleno finskými farmáři, protože oblast byla ohrožena Rusy z východu.
V současné době žije ve Švédsku jen asi 14 600 Sámů.

### Laponská válka 1944-1945 ve druhé světové válce
Ozbrojené jednotky SS (6. horská divize SS Nord) bojovala v Laponské válce. Docházelo ke střetům mezi Sámy a Němci. Asimilovaní Sámové bojoval ve finské armádě.

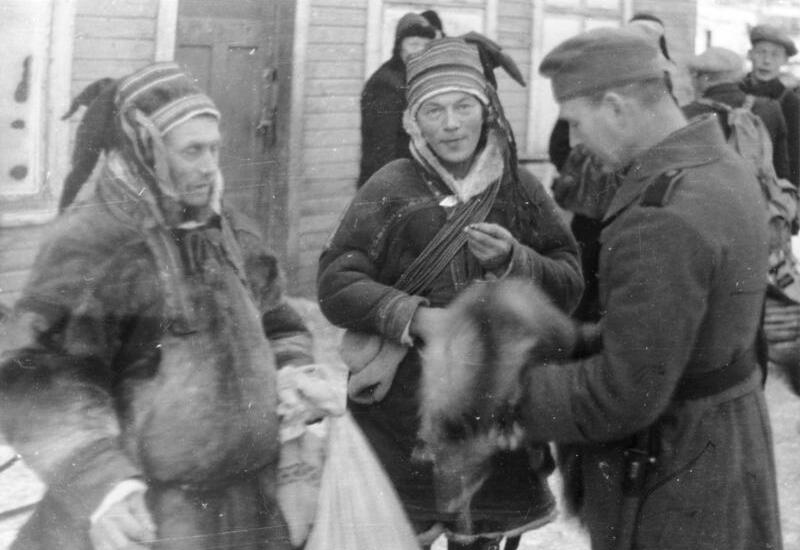
prosinec 1940
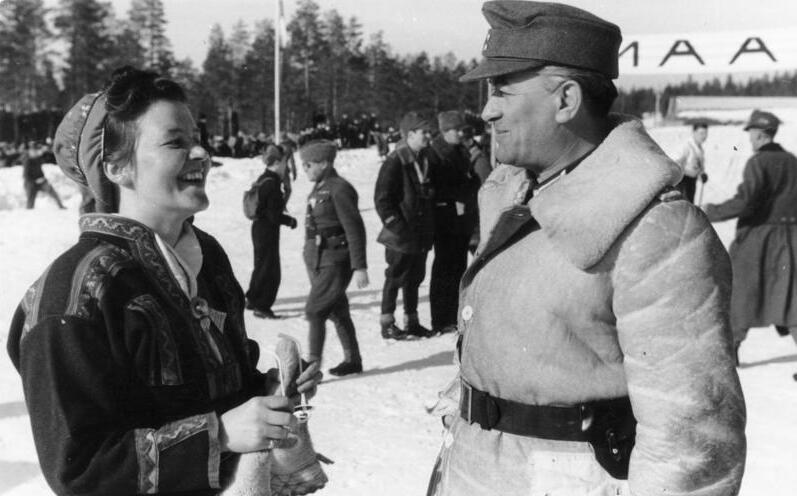
1942
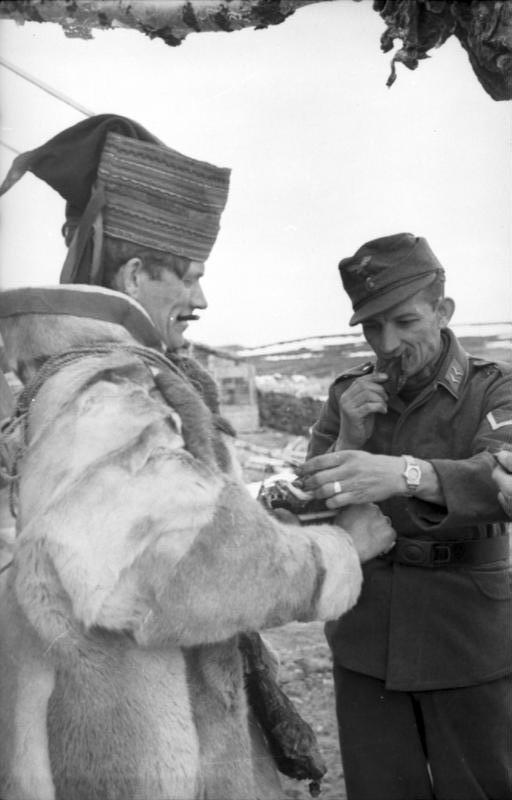
23. září 1943
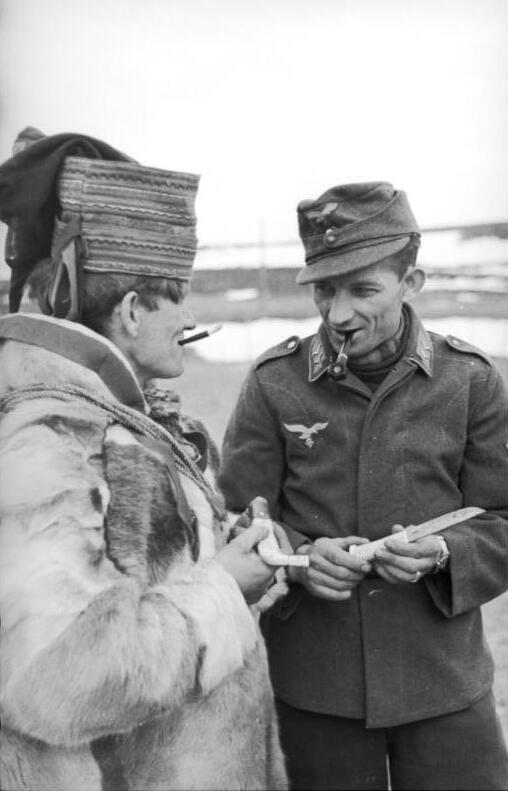
23. září 1943
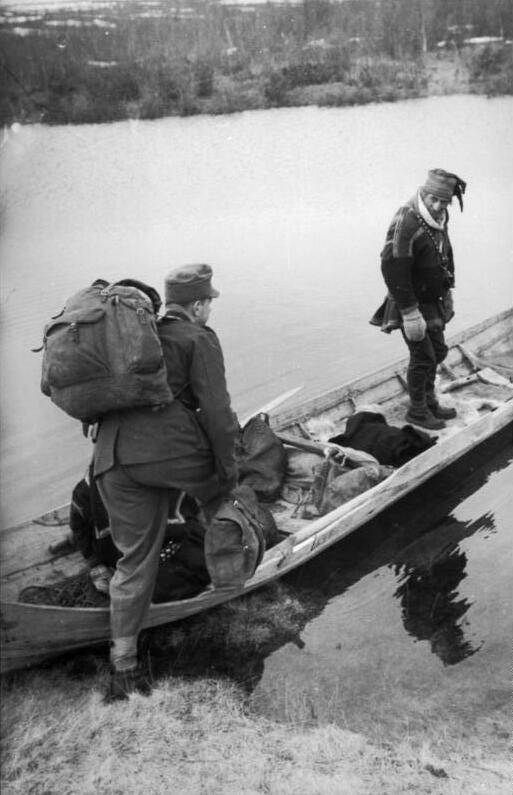
23. září 1943
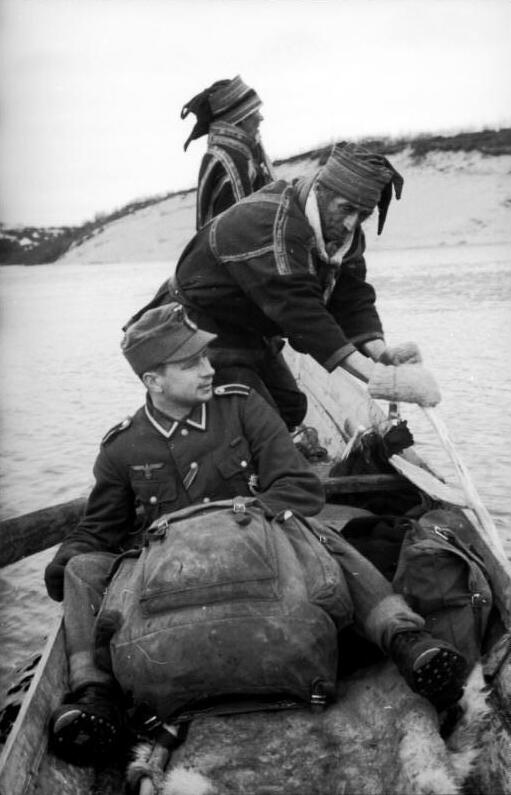
23. září 1943

## Historie Sámů na území Norska

### Dýmějový mor a pobřežní Sámové

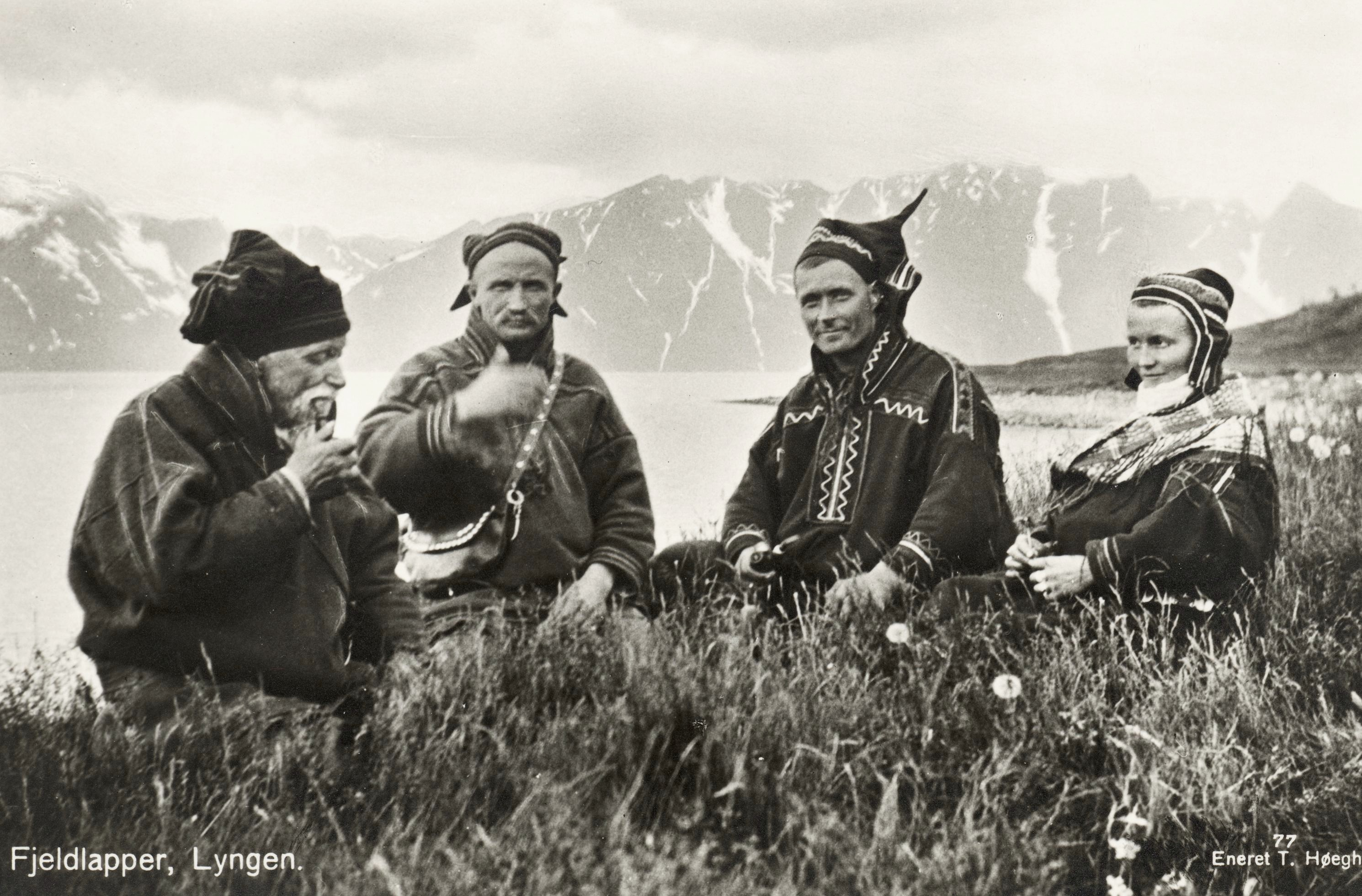
Sámové v Norsku, rok 1928

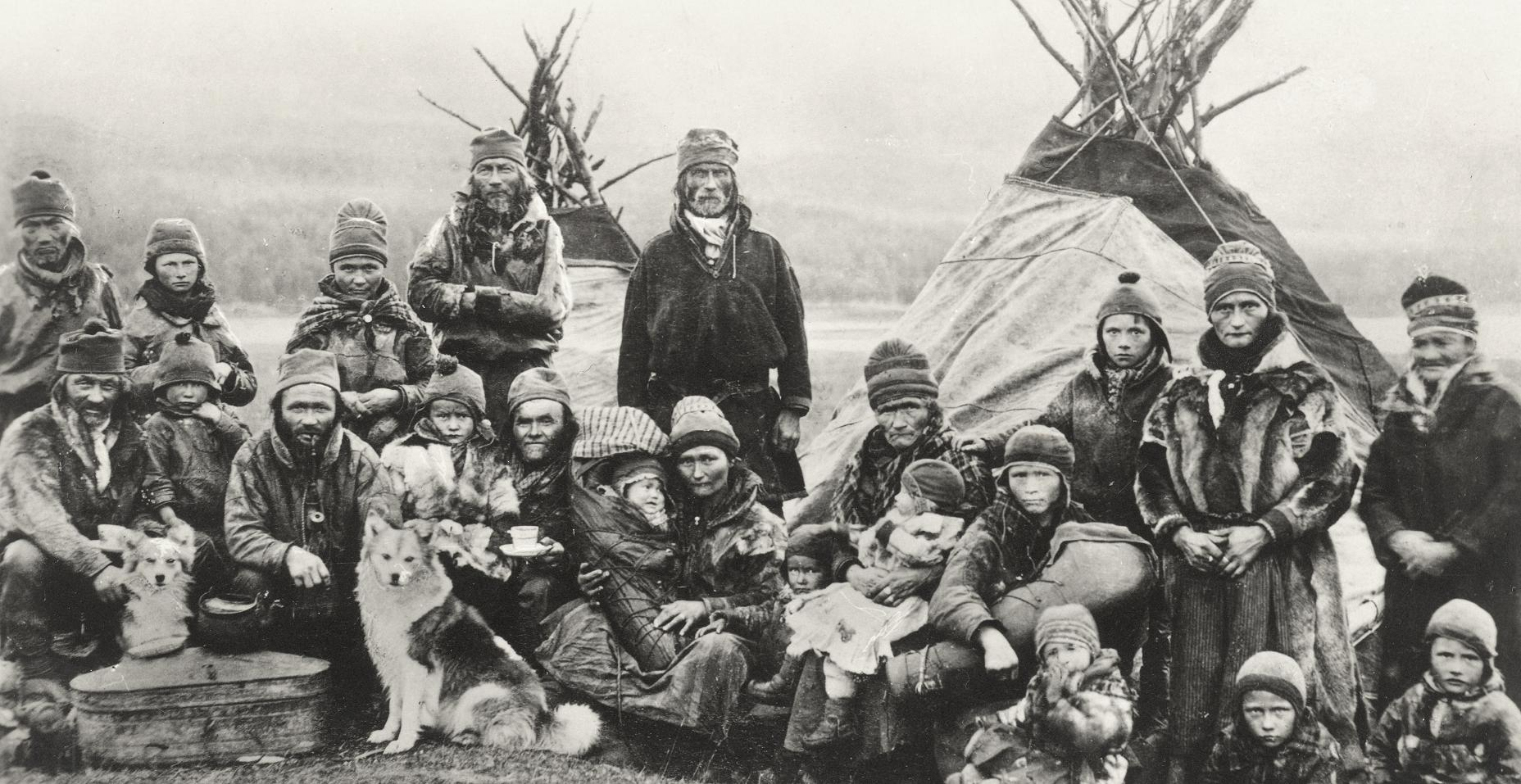
Nordičtí sámští lidé se stany Lavvu, kolem roku 1900

Až do příchodu dýmějového moru v severním Norsku v roce 1349 Sámové a Norové měli obsazeny velmi rozdílné ekonomické výklenky. Sámové lovili soby a rybařili pro svou obživu. Norové, kteří byli soustředěni na vnějších ostrovech a blízko ústí fjordů, měli přístup k hlavním evropským obchodním cestám, takže kromě okrajového zemědělství v dnešních okresech Nordland, Troms a Finnmark byli schopni založit obchod dodávající ryby pro výměnu s výrobky z jihu. Obě skupiny existovaly vedle sebe s dvěma různými zdroji potravin. Podle starých severských textů byli pobřežní Sámové a horští Sámové dvě skupiny téhož lidu a nikoliv dvě odlišná etnika, jak se mylně věřilo.
Tato sociálně-ekonomická rovnováha se výrazně změnila se zavlečením dýmějového moru do severního Norska v prosinci 1349. Norové měli úzké styky s hlavními evropskými obchodními trasami podél kterých postupovala epidemie; v důsledku toho byli nakaženi a zemřeli mnohem rychleji než Sámové ve vnitrozemí. Ze všech států v regionu tímto morem nejvíce utrpělo Norsko. V závislosti na farnosti bylo po epidemii opuštěno šedesát až sedmdesát šest procent severonorských farem, zatímco nájem z pozemků, další možné měřítko počtu obyvatel, klesl na úroveň 9–28 % před morem. Přestože populace severního Norska je v porovnání s jižní Evropou rozptýlená, šíření této nemoci bylo stejně rychlé. Způsob pohybu morem zamořených blech (Xenopsylla cheopsis) z jihu byl v dřevěných sudech, které obsahovaly pšenici, žito nebo vlnu – kde blechy mohly žít a dokonce se množit několik měsíců najednou. Sámové, kteří měli stravu bez pšenice nebo žita, jedli ryby a sobí maso, žili v komunitách oddělených od norských a byli slabě propojeni s evropskými obchodními cestami, si vedli mnohem lépe než Norové.

### Rybolov

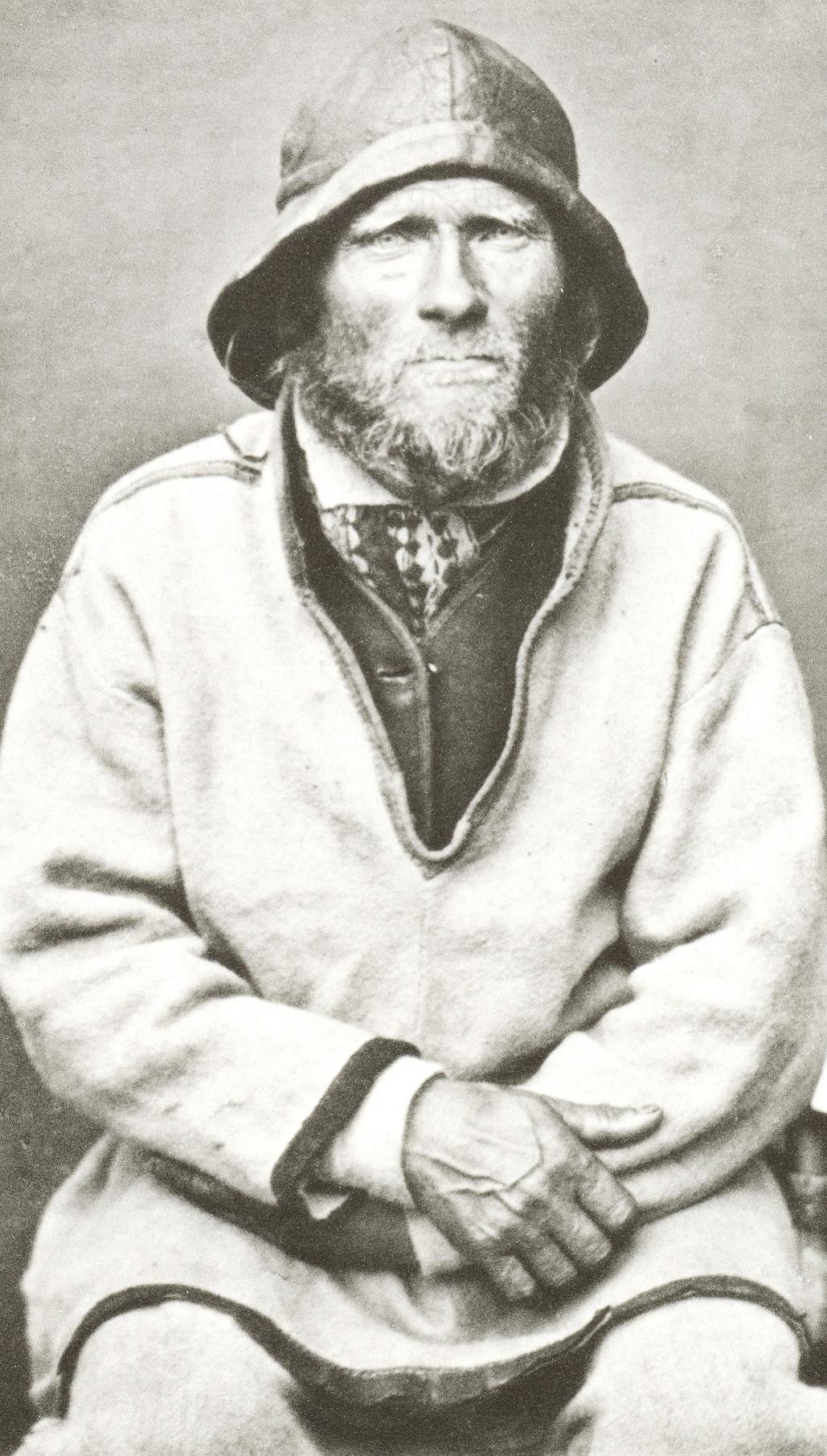
Muž, pobřežní Sám z Norska, autor Roland Bonaparte v roce 1884

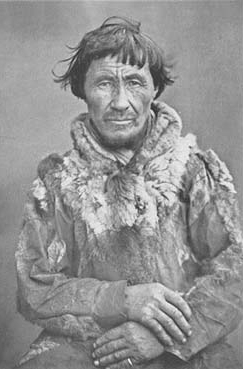
Muž, pobřežní Sám z Norska, autor Roland Bonaparte v roce 1884

Rybolov byl vždy hlavním živobytím pro mnoho Sámů žijících trvale v pobřežních oblastech. Archeologický průzkum ukazuje, že Sámové žijící podél pobřeží kdysi žili mnohem dále na jih a byli rovněž zapojeni do jiných činností než jen chov sobů (např. rybolov, zemědělství, práce se železem). Rybolov podél severního norského pobřeží, zejména na ostrovech Lofot a Vesterál, je s různými druhy ryb poměrně produktivní a ve středověku to byl hlavní zdroj příjmů jak pro rybáře, tak pro norskou monarchii. S obrovským populačním poklesem způsobeným Černou smrtí (morem) se daňové příjmy z tohoto odvětví značně snížily. Kvůli obrovským ekonomickým ziskům, které by mohly mít z rybolovu, místní úřady nabízely Sámům, kteří čelili vlastním populačním tlakům, pobídky, aby se usadili na volných farmách. Tak začalo ekonomické dělení mezi pobřežními Sámy (sjøsamene), kteří lovili ryby na pobřeží a horskými Sámy (fjellsamene, innlandssamene), kteří pokračovali v lovu sobů a drobné zvěře. Později soby chovali. Dokonce až na počátku 18. století bylo mnoho Sámů, kteří se stále usazovali na farmách opuštěných od padesátých let 14. století. Po mnoha letech nepřetržité migrace se tito pobřežní Sámové stali mnohem početnější než horští Sámové se soby, kteří dnes tvoří pouze 10 % všech Sámů.
V současné době probíhají konzultace mezi norskou vládou a Sámským parlamentem o právu pobřežních Sámů lovit ryby v mořích na základě historického užívání a mezinárodního práva. Státní regulace mořského rybolovu prošla v pozdních osmdesátých letech 20. století drastickou změnou. Nařízení svázalo kvóty s plavidly a nikoli s rybáři. Tyto nově vypočítané kvóty byly rozděleny bezplatně na větší plavidla na základě výše úlovků v předchozích letech, což vedlo k tomu, že malá plavidla v sámských oblastech do značné míry nespadala do nového systému kvót.

### Horští Sámové

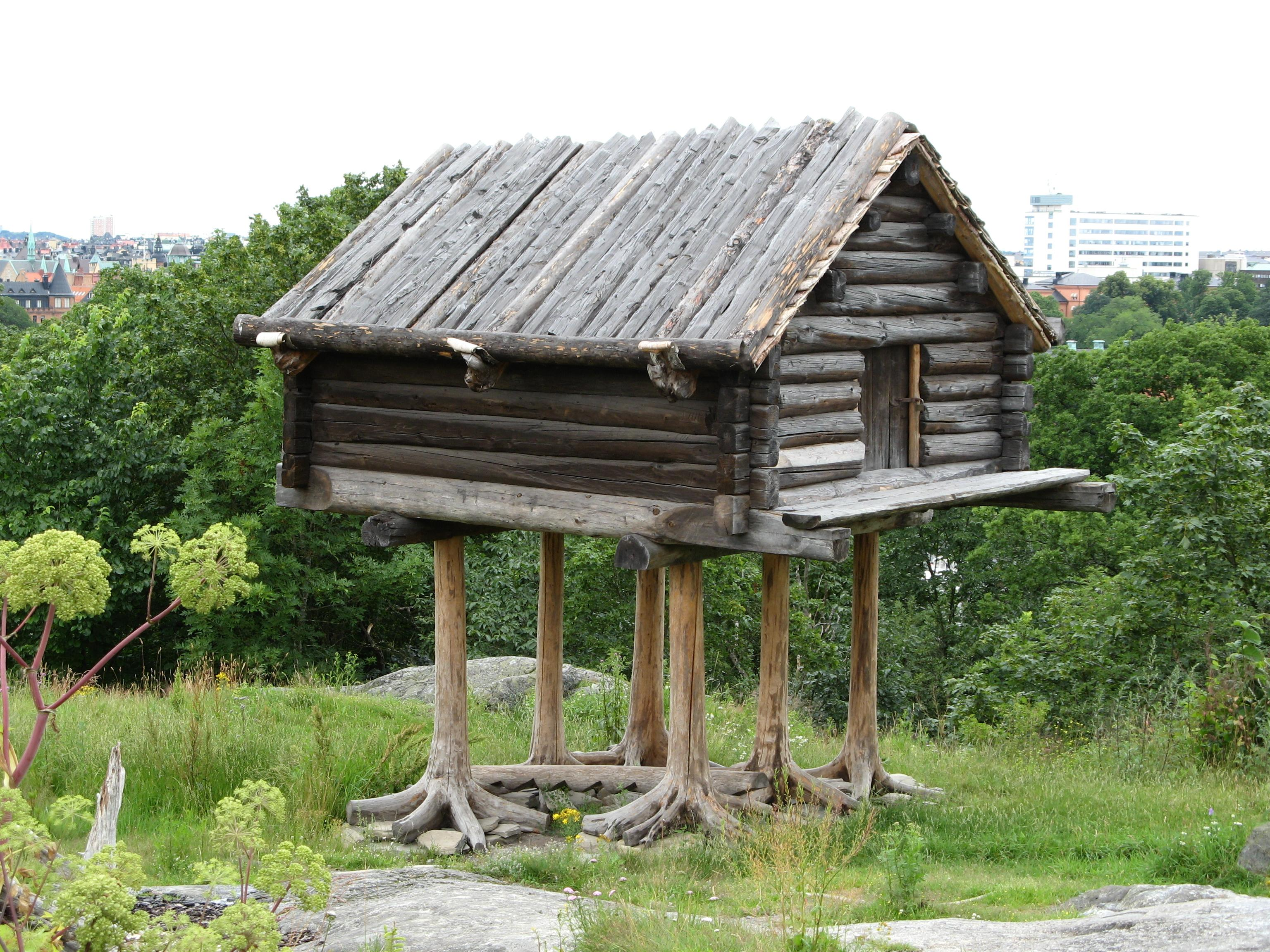
Tradiční vyvýšené sámské skladiště vystavené ve skansenu (Stockholm, Švédsko). Podobná konstrukce se v ruských pohádkách zmiňuje jako „chaloupka na kuří nožce“

Jak se pobřežní Sámové usadili podél norských fjordů a vnitrozemských vodních cest, kde provozovali kombinaci zemědělství, chovu dobytka, lovu do pastí a rybolovu, menší část Sámů pokračovala v lovu divokých sobů. Kolem roku 1500 začali tyto zvířata krotit do stádových skupin a stávali se tak známými nomády sobů, často líčenými cizinci jako následující archetypální životní styl Sámů. Horští Sámové čelili skutečnosti, že museli platit daně třem národním státům, Norsku, Švédsku a Rusku, když překračovali hranice jednotlivých zemí při každoročních migracích sobů, což v průběhu let vyvolalo mnoho nepokojů.
Švédsko využívalo otrocké práce Sámů u Nasafjällu, což způsobilo, že mnoho Sámů uprchlo z oblasti a velká část provincií dříve osídlená Pitejskými a Lulejskými Sámy byla vylidněna. Vládní vojáci dostali nařízení, aby zabránili útěkům Sámů.

### Doba po roce 1800
Po dlouhou dobu životní styl Sámů vzkvétal díky své adaptaci na prostředí Arktidy. Vskutku v průběhu 18. století, když Norové severního Norska trpěli nízkými cenami ryb a následným vylidňováním, byl sámský kulturní prvek posílen, protože Sámové byli většinou nezávislí na dodávkách z jižního Norska.
Během devatenáctého století však norské úřady tlačily na Sámy, aby přejali norský jazyk a kulturu jako univerzální. Došlo také k silnému hospodářskému rozvoji na severu, což dalo norské kultuře a jazyku vyšší status. Na švédské a finské straně byly orgány méně militantní, ačkoli byl sámský jazyk zakázán ve školách a silný hospodářský rozvoj na severu vedl k oslabení kulturního a ekonomického postavení Sámů. Od roku 1913 do roku 1920 vytvořilo švédské rasově segregační politické hnutí rasový biologický institut, který sbíral výzkumný materiál od žijících lidí a hrobů a sterilizoval sámské ženy. V celé historii byli švédští osadníci povzbuzováni k přesunu do severních regionů prostřednictvím pobídek, jako jsou práva na půdu a vodu, daňové úlevy a vojenské výjimky.
Nejsilnější tlak se uskutečnil v letech 1900 až 1940, kdy Norsko investovalo značné peníze a úsilí, aby zničilo sámskou kulturu. Každý, kdo chtěl koupit nebo pronajmout státní pozemky pro zemědělství ve Finnmarku, musel prokázat znalost norského jazyka a musel se zaregistrovat s norským jménem. Toto způsobilo rozptýlení sámského lidu ve dvacátých letech minulého století, což zvýšilo mezeru mezi místními skupinami Sámů (je ještě přítomna dodnes), která někdy má charakter vnitřního etnického sámského konfliktu. V roce 1913 schválil norský parlament zákon o „domorodé půdě“, aby přidělil nejlepší a nejužitečnější pozemky norským osadníkům. Dalším faktorem byla taktika spálené země, politika vedená německou armádou, která vedla k těžkému válečnému zničení v severním Finsku a v severním Norsku v letech 1944–45, ke zničení všech existujících domů nebo chýší (oblejší goahti nebo vysoké a špičaté lavvu) a všech viditelných stop sámské kultury. Po druhé světové válce byl tlak uvolněn, ačkoli toto dědictví bylo zřejmé ještě do nedávné doby, jako například zákony ze 70. let 20. století, které omezovaly velikost domů, kterou měli Sámové povoleno stavět.
Spor o výstavbu vodní elektrárny na norské řece Alta v roce 1979 přenesl práva Sámů na politickou agendu. V srpnu 1986 byla vytvořena národní hymna („Sámi soga lávlla“) a vlajka (sámská vlajka) sámského lidu. V roce 1989 byl zvolen první sámský parlament v Norsku. V roce 2005 byl v norském parlamentu schválen tzv. Finnmarkský zákon, který dává Sámskému parlamentu a provinční radě kraje Finnmark společnou odpovědnost za správu pozemků, které byly dříve považovány za státní majetek. Tyto oblasti (96 % oblasti kraje), které byly vždy využívány především Sámy, nyní oficiálně patří obyvatelům kraje, ať jsou to Sámové nebo Norové, a nikoli norskému státu.